# Cooper Kupp
Cooper Douglas Kupp (* 15. Juni 1993 in Yakima, Washington) ist ein US-amerikanischer American-Football-Spieler auf der Position des Wide Receivers. Er spielte College Football für die Eastern Washington University und stand von 2017 bis 2024 bei den Los Angeles Rams in der National Football League (NFL) unter Vertrag. Seit 2025 spielt Kupp für die Seattle Seahawks.

## College
Kupp besuchte die Highschool in seiner Heimatstadt Yakima, Washington, und spielte dort Basketball und Football, konnte aber aufgrund seiner mangelnden Größe und Schnelligkeit sowie seines geringen Gewichts keine Aufmerksamkeit großer College-Football-Programme auf sich ziehen. Er ging schließlich von 2013 bis 2016 auf die Eastern Washington University, um College Football bei den Eastern Washington Eagles in der Big Sky Conference der zweitklassigen NCAA Division I Football Championship Subdivision (FCS) zu spielen. Dort stellte er zahlreiche Rekorde für die FCS auf, darunter die Bestwerte für die meisten gefangenen Pässe (428), die meisten Yards Raumgewinn (6464) und die meisten gefangenen Touchdownpässe (73). Kupp wurde 2015 und 2016 als Offensive Player of the Year in der Big Sky Conference ausgezeichnet und gewann 2015 den Walter Payton Award als bester Spieler in der FCS.

### Receiving-Statistik
| 2013             | Eastern Washington | 93  | 1691 | 18,2 | 63 | 21 |
| 2014             | Eastern Washington | 104 | 1431 | 13,8 | 61 | 16 |
| 2015             | Eastern Washington | 114 | 1642 | 14,4 | 78 | 19 |
| 2016             | Eastern Washington | 117 | 1700 | 14,5 | 75 | 17 |
| Gesamt           | Gesamt             | 428 | 6464 | 15,2 | 78 | 73 |
| Quelle: ncaa.com |                    |     |      |      |    |    |

## NFL
Im NFL Draft 2017 wurde Kupp in der 3. Runde an 69. Stelle insgesamt von den Los Angeles Rams ausgewählt. Er unterzeichnete im Juni 2017 einen Vierjahresvertrag mit den Rams.
In seinem ersten Regular-Season-Spiel für die Rams konnte Kupp direkt einen Touchdown erzielen. Er fing insgesamt 4 Pässe für 76 Yards. Kupp schloss sein Rookie-Jahr bei den Los Angeles Rams mit 62 Passfängen für insgesamt 869 Yards ab.
In der Saison 2018 bestritt Kupp zunächst alle Spiele als Starter; dabei erzielte er beim 38:31-Sieg gegen die Minnesota Vikings mehrere Karriere-Bestwerte innerhalb eines Spiels (162 Yards Raumgewinn bei 9 Passfängen, 2 Touchdowns sowie ein 70-Yard-Passfang). Verletzungen verhinderten, dass er mehr als acht Spiele in der Regular Season bestreiten konnte. Am zehnten Spieltag zog Kupp sich gegen die Seattle Seahawks einen Kreuzbandriss zu, fiel daher für den Rest der Saison aus und fehlte damit in den Play-offs, in denen die Rams bis in den Super Bowl LIII einzogen. Mit sechs Touchdowns konnte er dennoch seinen Wert aus der Vorsaison verbessern.
Mit 94 gefangenen Pässen, 1161 Yards und zehn Touchdowns führte Kupp sein Team 2019 jeweils in diesen Statistiken an, mit Robert Woods kam ein zweiter Wide Receiver der Rams auf über 1000 Yards. Vor Beginn der Saison 2020 einigte Kupp sich mit den Rams auf eine Vertragsverlängerung um drei Jahre im Wert von 48 Millionen US-Dollar. Kupp erzielte 2020 drei Touchdowns und führte sein Team mit 92 Catches für 974 Yards erneut an.
Vor der Saison 2021 verpflichteten die Rams Matthew Stafford als neuen Starting-Quarterback, nachdem Kupp in den vorigen vier Spielzeiten für Los Angeles Pässe von Jared Goff gefangen hatte. Kupp spielte seine stärkste Saison und wurde sowohl im September als auch im Oktober als NFC Offensive Player of the Month ausgezeichnet. Insgesamt fing Kupp 145 Pässe für 1947 Yards und 16 Touchdowns, womit es ihm als viertem Spieler in der NFL gelang, die Liga in allen drei Kategorien anzuführen. Er verpasste den Rekord von Calvin Johnson für die meisten gefangenen Yards (1964) nur knapp. Kupp wurde in den Pro Bowl sowie einstimmig in das All-Pro-Team von Associated Press gewählt. Zudem wurde er als NFL Offensive Player of the Year ausgezeichnet. Er zog mit den Rams in die Play-offs ein und erreichte mit ihnen den Super Bowl LVI. Die Rams gewannen mit 23:20 gegen die Cincinnati Bengals. Kupp erzielte zwei Touchdowns, einer davon sorgte knapp eineinhalb Minuten vor Schluss für die Entscheidung. Er wurde zum Super Bowl MVP gewählt.
Vor der Saison 2022 verlängerte Kupp seinen Vertrag mit den Los Angeles Rams um drei Jahre und erhält dafür bis zu 80 Millionen US-Dollar. Am zehnten Spieltag erlitt Kupp gegen die Arizona Cardinals eine Knöchelverletzung, wegen der er für den Rest der Saison ausfiel. In neun Spielen der Saison 2022 fing er 75 Pässe für 812 Yards und sechs Touchdowns. Auch in den folgenden beiden Jahren fehlte Kupp längere Zeit verletzungsbedingt, im Zeitraum von 2022 bis 2024 kam er nur in 33 von 51 möglichen Spielen zum Einsatz.
Am 12. März 2025 wurde Kupp von den Rams entlassen, nachdem sie zuvor erfolglos versucht hatten, ihn per Trade an ein anderes Team abzugeben. Insgesamt fing Kupp in 104 Spielen für die Rams 634 Pässe für 7776 Yards Raumgewinn und 57 Touchdowns. Kurz darauf unterschrieb Kupp einen Dreijahresvertrag über 45 Millionen US-Dollar bei den Seattle Seahawks in seinem Heimatstaat Washington.

### NFL-Statistiken
| Saison                             | Team             | Spiele | Spiele | Receiving | Receiving | Receiving | Receiving | Receiving | Fumbles | Fumbles |
| Saison                             | Team             | GP     | GS     | Rec       | Yds       | Avg       | Lng       | TD        | Fum     | Lost    |
| ---------------------------------- | ---------------- | ------ | ------ | --------- | --------- | --------- | --------- | --------- | ------- | ------- |
| 2017                               | Los Angeles Rams | 15     | 6      | 62        | 869       | 14,0      | 64        | 5         | 1       | 1       |
| 2018                               | Los Angeles Rams | 8      | 8      | 40        | 566       | 14,2      | 70        | 6         | 0       | 0       |
| 2019                               | Los Angeles Rams | 16     | 14     | 94        | 1161      | 12,4      | 66        | 10        | 3       | 0       |
| 2020                               | Los Angeles Rams | 15     | 12     | 92        | 974       | 10,6      | 55        | 3         | 1       | 1       |
| 2021                               | Los Angeles Rams | 17     | 17     | 145       | 1947      | 13,4      | 59        | 16        | 0       | 0       |
| 2022                               | Los Angeles Rams | 9      | 9      | 75        | 812       | 10,8      | 75        | 6         | 2       | 1       |
| 2023                               | Los Angeles Rams | 12     | 12     | 59        | 737       | 12,5      | 62        | 5         | 0       | 0       |
| 2024                               | Los Angeles Rams | 12     | 11     | 67        | 710       | 10,6      | 69        | 6         | 1       | 0       |
| Total                              | Total            | 104    | 89     | 634       | 7776      | 12,3      | 75        | 57        | 8       | 3       |
| Quelle: pro-football-reference.com |                  |        |        |           |           |           |           |           |         |         |

## Persönliches
Kupp ist verheiratet und hat zwei Kinder. Sein Großvater Jake Kupp spielte von 1964 bis 1975 als Guard in der NFL, sein Vater Craig Kupp kam 1991 als Ersatzquarterback in einem Spiel für die Phoenix Cardinals zum Einsatz. Sein jüngerer Bruder Ketner Kupp spielte als Linebacker ebenfalls für Eastern Washington und kam in der Saisonvorbereitung 2019 ebenfalls für die Los Angeles Rams zum Einsatz, schaffte es aber nicht in den Kader für die Regular Season.